# Matthew Rolston

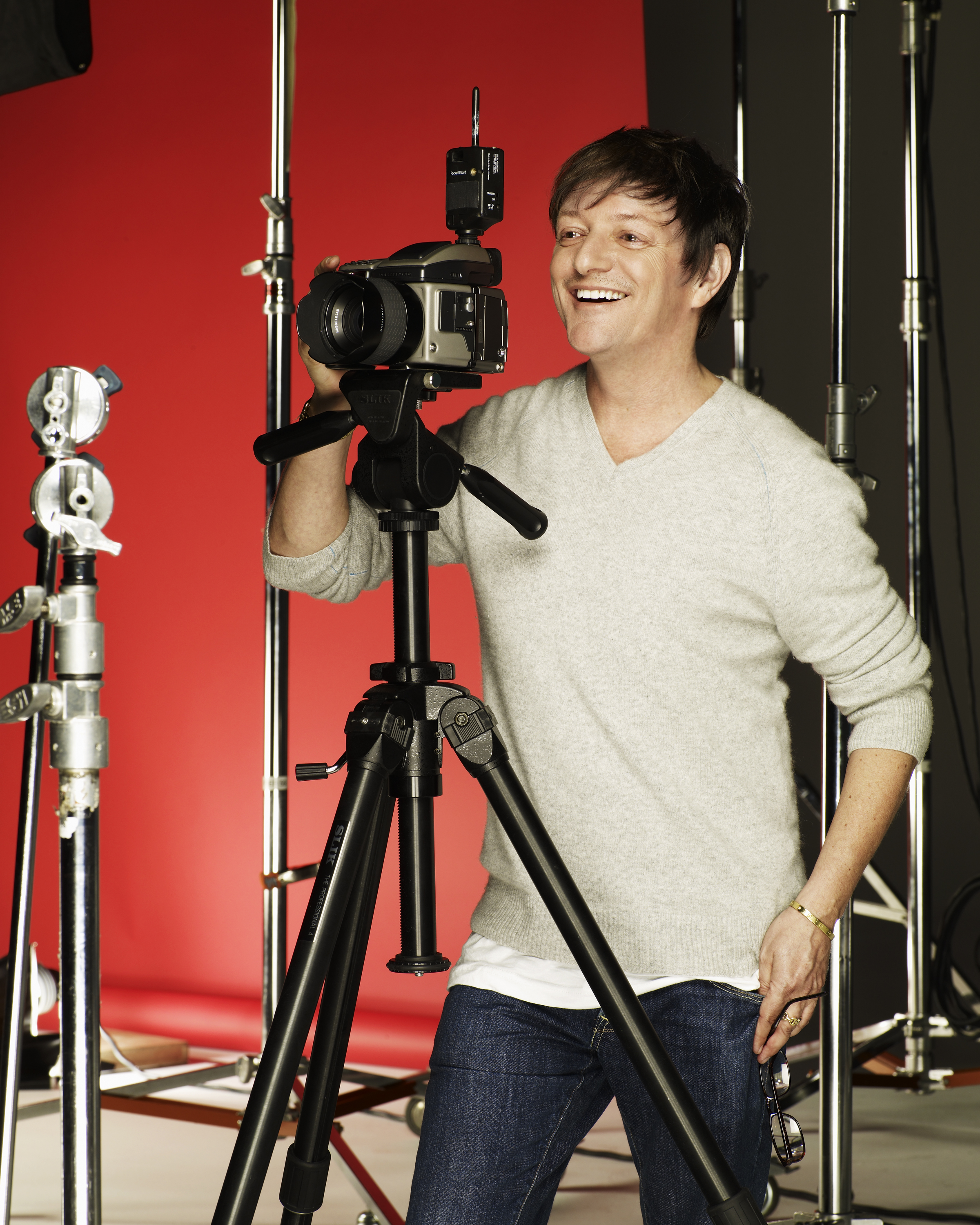
Matthew Rolston (2008)

Matthew Russel Rolston (* in Los Angeles) ist ein erfolgreicher US-amerikanischer Fotograf und Regisseur von Musikvideos. Hauptsächlich dreht er Musikvideos für Pop- und R&B-Songs.

## Leben und Karriere
Matthew Rolston, geboren und aufgewachsen in Los Angeles, begann seine Karriere als Fotograf am San Francisco Art Institute und Art Center College of Design in Pasadena. Rolstons Aufnahmen wurden in Galerien im ganzen Land, in Europa und Japan, und in Museen ausgestellt, z. B. im Whitney Museum of American Art in New York City und dem Smithsonian Institute in Washington D. C. Zusätzlich wurde seine Fotografie-Kollektion „Big Pictures“ 1991 von der Bullfinch Press veröffentlicht.
Schon bald erweiterte Rolston sein Können in klassischer Komposition und seinen Stil durch die Arbeit als Musikvideo-Regisseur mit z. B. mit Madonna, Brandy, Lenny Kravitz, Dido, Janet Jackson, den Sugababes und Beyoncé Knowles.